# بری لیندزی
بری لیندزی (انگلیسی: Barry Lindsey؛ زادهٔ ۱۷ آوریل ۱۹۴۴) بازیکن فوتبال اهل بریتانیا است.
از باشگاه‌هایی که در آن بازی کرده‌است می‌توان به باشگاه فوتبال اسکانتورپ یونایتد اشاره کرد.